# 改正西南少數民族命名表
改正西南少數民族命名表，為中華民國重慶國民政府教育部、社會部、中研院共同研擬的文件，於1940年1月擬定:438，9月18日以《國民政府訓令渝字第八五五號》抄發該表予直轄各機關，飭所屬一體遵照。:438:39這份文件將中國少數民族稱謂原有鳥獸偏旁者，一律改為亻字旁或同音假借字。該表共收有66條，逐一分條改正，:13並加註國音字母第一式與第二式。:14多數改名採用既有漢字，少數創制新漢字，如佤、僳。:14
此表由林森政府及第三次蔣中正內閣通令政府單位，謂專為學術上研究應用:11。除此之外，少數民族的一般稱謂，則以1939年8月頒布之《國民政府訓令渝字第四七〇號》，應以「生長所在地」稱之。:11,32
文件敘明，少數民族命名之考訂，不屬該表範圍，另詳芮逸夫所著〈西南少數民族蟲獸偏旁命名考略〉。:13

## 命名表舉隅
- 第一條，犵人改正為仡人。音ㄍㄜ˙ㄖㄣˊ。[4]:14
- 第二條，犵狑人改正為仡令。音ㄍㄜ˙ㄌㄧㄥˊ。[4]:14
- 第三條，犵狫人改正為仡佬。音ㄍㄜ˙ㄌㄠˇ。[4]:14、15
- 第四條，犵兜人改正為仡兜。音ㄍㄜ˙ㄉㄡ。[4]:15
- 第五條，犵㺏改正為仡僂。音ㄍㄜ˙ㄌㄩˊ。[4]:15
- 第六條，犵獞改正為仡撞。音ㄍㄜ˙ㄓㄨㄤˋ。[4]:15
- 第七條，犵獠改正為仡僚。音ㄍㄜ˙ㄌㄧㄠˊ。[4]:15
- 第八條，犵𤢎改正為仡儅。音ㄍㄜ˙ㄉㄤ。[4]:15、16
- 第九條，犵𤣟改正為仡𭀓。音ㄍㄜ˙ㄌㄢˇ。[4]:16
- 第十條，𤜫獠改正為（⿰亻叉）僚。音ㄔㄚㄌ一ㄠˊ。[4]:16
- 第十一條，狇狫改正為木佬。音ㄇㄨ˙ㄌㄠˇ。[4]:16
- 第十二條，犽人改正為伢人。音一ㄚˊㄖㄣˊ。[4]:16
- 第十三條，狆人、狆家、狆家子改正為仲人、仲家。音ㄓㄨㄥˋㄖㄣˊ，ㄓㄨㄥˋㄐㄧㄚ。[4]:16
- 第十四條，𤝎人、𤝎家改正為㲻人、㲻家。音ㄕㄨㄟˇㄖㄣˊ、ㄕㄨㄟˇㄐㄧㄚ。[4]:17
- 第十五條，𤝣人改正為（⿰亻氷）人。音ㄅ一ㄥㄖㄣˊ。[4]:17
- 第十八條，𱭶喇改正為佧喇。音ㄎㄚˋㄌㄚˋ。[4]:18
- 第十九條，阿𱭶改正為阿佧。音ㄚˋㄎㄚˋ。[4]:18
- 第二十條，狚人改正為但人。音ㄉㄢˋㄖㄣˊ。[4]:18
- 第二十一條，狙人改正為伹人。音ㄐㄩㄖㄣˊ。[4]:18
- 第二十二條，㹧人改正為佒人。音一ㄤㄖㄣˊ。[4]:18
- 第二十六條，𦍕人改正為偒人。音一ㄤˊㄖㄣˊ。[4]:19
- 第二十八條，狤獠改正為佶僚。音ㄐ一ˊㄌ一ㄠˊ。[4]:19
- 第三十一條，狢𤡊改正為佫（⿰亻彔）。音ㄏㄜ˙ㄌㄨ˙。[4]:20
- 第三十二條，（⿰犭少）人改正為沙人。音ㄕㄚㄖㄣˊ。[4]:20
- 第三十三條，狼人改正為俍人。音ㄌㄤˊㄖㄣˊ。[4]:20
- 第三十四條，𤞰人、𤞰子、𤞰夷、（⿰犭曲）子改正為俅人。音ㄑ一ㄡˊㄖㄣˊ。[4]:20、21[b]
- 第三十五條，狸人改正為俚人。音ㄌ一ˊㄖㄣˊ。[4]:21
- 第三十六條，猍人改正為倈人。音ㄌㄞˊㄖㄣˊ。[4]:21
- 第三十七條，玀武改正為羅婺。音ㄌㄨㄛˇㄨˋ。[4]:21
- 第三十八條，猓黑、玀黑改正為倮黑。音ㄌㄨㄛˇㄏㄜ˙。[4]:21
- 第三十九條，猓玀、猓猓、玀玀改正為倮儸。音ㄌㄨㄛˇㄌㄨㄛˇ。[4]:21
- 第四十三條，𱮐人、𱮐子改正為怒人。音ㄋㄨˋㄖㄣˊ。[4]:22
- 第四十四條，𤠫𤢂改正為傈僳。音ㄌㄧ˙ㄙㄨ˙。[4]:22
- 第四十六條，猺人改正為傜人。音ㄧㄠˊㄖㄣˊ。[4]:23
- 第四十八條，𤡑人改正為縹人。音ㄆㄧㄠˇㄖㄣˊ。[4]:24
- 第四十九條，㺐人改正為㑿人。音ㄌㄠˇㄖㄣˊ。[4]:24
- 第五十條，獞人改正為僮人。音ㄓㄨㄤˋㄖㄣˊ。[4]:24
- 第五十一條，獠人改正為僚人。音ㄌ一ㄠˊㄖㄣˊ。[4]:24
- 第五十二條，土獠改正為土僚。音ㄊㄨˇㄌ一ㄠˊ。[4]:24
- 第五十三條，獛喇改正為撲喇。音ㄆㄨ˙ㄌㄚˋ。[4]:24
- 第五十四條，獦獠改正為（⿰亻葛）僚。音ㄍㄜ˙ㄌ一ㄠˊ。[4]:25
- 第五十五條，𤢊𤣃改正為（⿰亻路）𠐔。音ㄌㄨˋㄌㄨˇ。[4]:25
- 第五十八條，𭸰夷改正為擺夷。音ㄅㄞˇㄧˊ。[4]:26
- 第六十條，玀𤟯改正為儸緬。音ㄌㄨㄛˊㄇㄧㄢˇ。[4]:26
- 第六十一條，驃人改正為縹人。音ㄆㄧㄠˇㄖㄣˊ。[4]:26[c]
- 第六十三條，㹒喇改正為撲喇。音ㄆㄨ˙ㄌㄚˋ。[4]:27
- 第六十四條，羯些、羯些子改正為偈些。音ㄐ一ㄝ˙ㄒㄧㄝ。[4]:27
- 第六十五條，蜑家、蜑戶或狿改正為𣇇家。音ㄉㄢˋㄐㄧㄚ。[4]:27
- 第六十六條，蠻人改正為䜌人。音ㄇㄢˊㄖㄣˊ。[4]:27

## 参見
- 苗族復興運動
- 禁止用“番”、“蛮”等称谓少数民族
- 改正西南少數民族命名